# Gastrotheca riobambae
Gastrotheca riobambae (tên tiếng Anh: Andean Marsupial Tree Frog, tiếng Tây Ban Nha: Rana Marsupial Andina) là một loài ếch trong họ Hemiphractidae. Chúng là loài đặc hữu của Ecuador.
Môi trường sống tự nhiên của nó là các khu rừng vùng núi ẩm nhiệt đới hoặc cận nhiệt đới, vùng cây bụi nhiệt đới hoặc cận nhiệt đới vùng đất cao, đồng cỏ ở cao nhiệt đới hoặc cận nhiệt đới, sông, sông có nước theo mùa, đầm nước ngọt, đầm nước ngọt có nước theo mùa, đất canh tác, vườn nông thôn, các vùng đô thị, các khu rừng trước đây bị suy thoái nặng nề, ao, và kênh đào và mương rãnh. Nó được dùng trong các thí nghiệm khoa học và làm vật nuôi trong nhà.